# SABO
SABO（サボ）は日本のミュージシャン、ラッパーである。 KOCHITOLA HAGURETIC EMCEE'S 、近所のメンバー   所属。
東京都東村山市 出身

## ディスコグラフィー
カトマイラ、鎮座ドープネス とともにKOCHITOLA HAGURETIC EMCEE'Sを結成し、2008年にアルバム「HAGULIFE」をリリースした。
2010年には
所属するバンド 近所のメンバー
ノブドラムとの プロジェクト
ホームランチョップ名義で
『予告ホームラン』 [CD] 
を 発表

過去ソロ発表作品
1 『きこえるか』 4曲
2『1or8』 6曲
3 『293』 7曲

2017年11月14日 自身３年ぶりの 4作品目となる アルバムでもシングルでもない カセットテープ 『バリカン』をリリース。 8曲入り。 トラックは 自身の所属する バンド (近所のメンバー)の 福岡ナイフ 嘉と SABO ３人で担当。 ジャケットデザインは近場の人。